# Bundeswehrs hederstecken

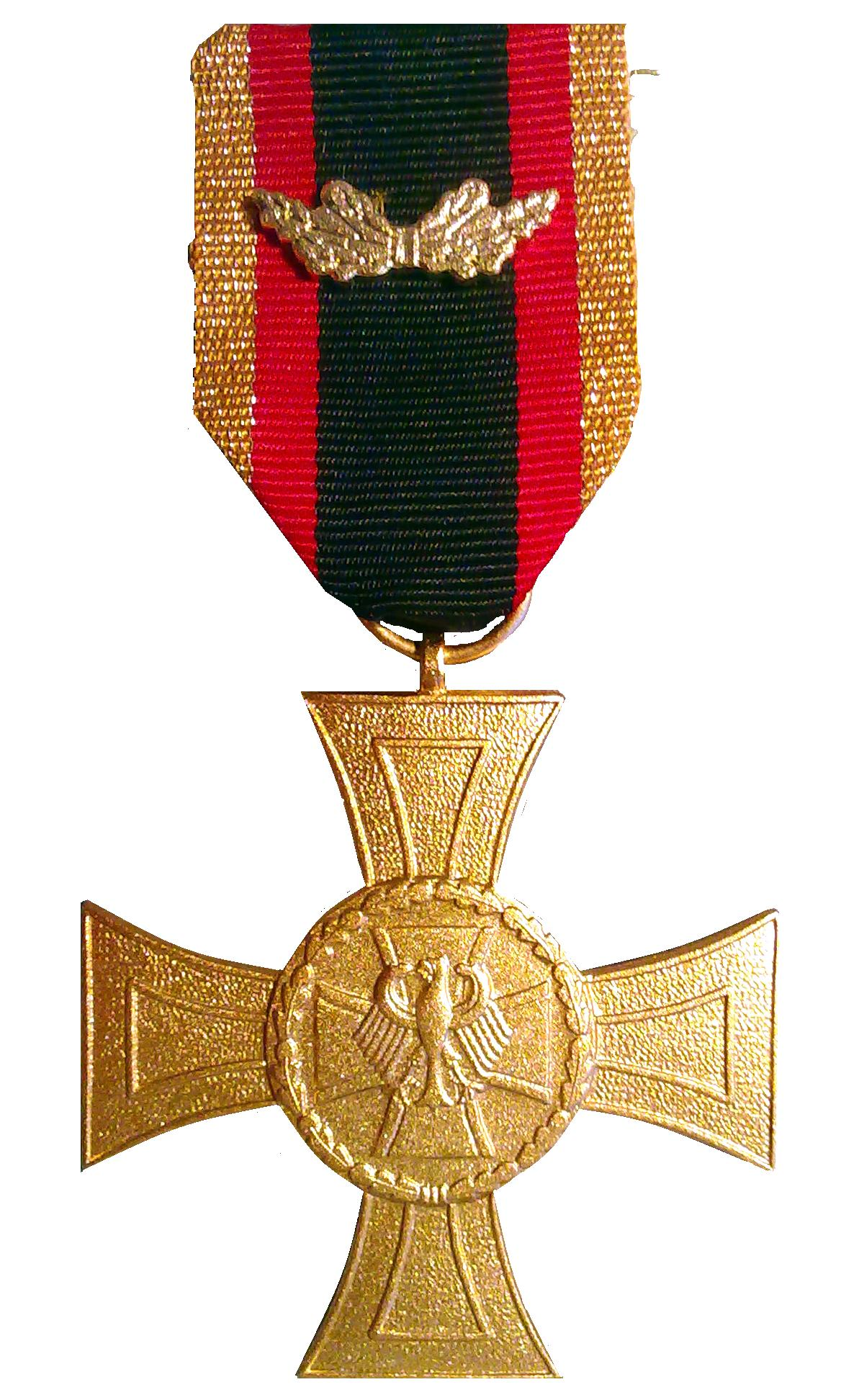
Ehrenkreuz der Bundeswehr für Tapferkeit

Ehrenzeichen der Bundeswehr (svenska: Bundeswehrs hederstecken) är en tysk militär utmärkelse som utdelas i sju olika grader till civilanställda, soldater och officerare i Bundeswehr. Utmärkelsen inrättades i sin ursprungliga form 1980 och utdelades för första gången till 34 personer av den dåvarande tyska försvarsminister Hans Apel den 12 november 1980. Försvarsministern Franz Josef Jung, inrättade den 13 augusti 2008 Bundeswehrs hederskors för tapperhet som en ny och femte nivå av hederstecknet.

## Grader
Ehrenzeichen der Bundeswehr utdelas i följande sju grader:
1. Ehrenmedaille der Bundeswehr (Bundeswehrs hedersmedalj), för utmärkt tjänstgöring i minst 7 månader.
2. Ehrenkreuz der Bundeswehr in Bronze (Bundeswehrs hederkors i brons), för utmärkt tjänstgöring i minst 5 år.
3. 1.  Ehrenkreuz der Bundeswehr in Silber (Bundeswehrs hederkors i silver), för utmärkt tjänstgöring i minst 10 år.
  2.  Ehrenkreuz der Bundeswehr in Silber für besonders herausragende Taten (Bundeswehrs hederkors i silver för särskilt framstående gärningar), för framstående gärningar utan fara för eget liv
4. 1.  Ehrenkreuz der Bundeswehr in Gold (Bundeswehrs hederkors i guld), för utmärkt tjänstgöring i minst 20 år
  2.  Ehrenkreuz der Bundeswehr in Gold für besonders herausragende Taten (Bundeswehrs hederkors i guld för särskilt framstående gärningar), för framstående gärningar med fara för eget liv.
5. Ehrenkreuz der Bundeswehr für Tapferkeit (Bundeswehrs hederkors för tapperhet), för exceptionellt tappra gärningar.

## Statistik
| År     | Hedersmedaljen | Brons | Silver | Särskild silver | Guld | Särskild guld | Tapperhet | Totalt |
| ------ | -------------- | ----- | ------ | --------------- | ---- | ------------- | --------- | ------ |
| 2007   | 381            | 696   | 971    | 0               | 1042 | 0             | 0         | 3090   |
| 2008   | 400            | 724   | 944    | 0               | 1018 | 0             | 0         | 3086   |
| 2009   | 399            | 726   | 1070   | 33              | 1036 | 6             | 6         | 3276   |
| 2010   | 434            | 661   | 920    | 60              | 937  | 44            | 9         | 3065   |
| 2011   | 429            | 666   | 843    | 49              | 1071 | 46            | 10        | 3114   |
| 2012   | 309            | 542   | 813    | 44              | 979  | 12            | -         | 2699   |
| 2013   | 395            | 725   | 725    | 53              | 916  | 10            | 1         | 2825   |
| 2014   | 270            | 586   | 659    | 41              | 828  | 10            | 2         | 2396   |
| 2015   | 230            | 523   | 568    | 39              | 849  | 8             | 0         | 2217   |
| 2016   | 141            | 520   | 609    | 49              | 768  | 8             | 0         | 2095   |
| Totalt | 3388           | 6369  | 8122   | 368             | 9444 | 144           | 28        | 27863  |